# 阿閉貞大
阿閉 貞大（あつじ さだひろ）は、戦国時代から安土桃山時代にかけての武将。浅井氏、織田氏の家臣。

## 生涯
浅井氏の重臣で近江国山本山城主・阿閉貞征の子として生まれる。
元亀元年（1570年）の姉川の戦いに父と共に参戦し、磯野員昌、浅井政澄に次ぐ3段目に布陣している。浅井氏の滅亡前には貞大も当主浅井長政の感状に副状を発給するほどの立場にあった。姉川の戦い後も浅井氏に従って父と共に山本山城を守って織田信長に抗戦していたが、天正元年（1573年）8月8日についに織田氏に降り、山本山城に織田軍を引き入れたため、小谷城は孤立し主家滅亡の遠因をつくる。その後、すぐに父と共に一乗谷城の戦いの先手を務めている。
浅井氏滅亡後、山本山城と伊香郡内の本領は安堵されたが、父ともども長浜城主となった羽柴秀吉の与力の立場とされた。天正3年（1575年）8月の越前一向一揆討伐に参加している。しかし、領土配分について貞大は秀吉に不満を募らせていたようで、同年10月17日付けの書状で貞大は菅屋長頼に宛てて秀吉が竹生島の扶持の過半を奪ったことが違乱であるという訴えを起こした。
そうした事情もあってか、与力ながら阿閉父子は秀吉の中国攻めには同行せず近江に残っており、天正6年（1578年）8月15日の安土における相撲大会では信長の馬廻達に混じって奉行を務めたことから、この頃に信長の旗本に転向したと思われる。なお、この相撲大会にて剛力で鳴らす永田景弘の対戦相手として、同じく巨体でかつ強力であったという貞大が相撲を取ったが敗北している。天正9年（1581年）9月3日からの第二次天正伊賀の乱では父と共に甲賀口より侵攻した。
しかし、天正10年（1582年）6月2日に起きた本能寺の変では一報を知ると阿閉父子はすぐさま明智光秀に加担して、長浜城の占拠に及んだ。そしてそのまま明智軍として山崎の戦いに参加したが敗れ、戦後に一族共々秀吉の軍勢に捕縛されて処刑された。『 惟任退治記』に拠れば処刑方法は磔刑であり、首もしくは胴体は光秀・利三と共に本能寺に晒されたと言われている。